# Elboya
Elboya est un quartier résidentiel de Calgary, en Alberta. Il est situé au sud-est, et délimité par la rivière Elbow au nord, 4th Street SW / 45 Avenue SW / Macleod Trail à l’est, 50 Avenue S au sud et Elbow Drive à l’ouest, et Stanley Park à l’nord-est.
Elboya a été annexée à la Calgary en 1910 et a été établie en tant que quartier en 1947, lorsque la majeure partie du développement a eu lieu. Il est représenté au conseil municipal de Calgary par le conseiller du Ward 11.

## Démographie
Elboya a une population de 1 750 habitants vivant dans 783 logements d’une superficie de 0,7 km2 et d’une densité de population de 2 450/km2,.
Les résidents d’Elboya ont un revenu médian des ménages de 62 374 $, et 16 % des résidents à faible revenu vivent dans le quartier. 17,1 % des résidents sont des immigrants. 37,4 % des immeubles sont des condominiums ou des appartements, et 39,2 % des logements sont utilisés pour la location.

## Éducation
La communauté est desservie par L’école publique bilingue d'Elboya et L'école catholique du St. Anthony.